# Utica (Nueva York)
Utica, fundada en 1832, es una ciudad ubicada en el condado de Oneida en el estado estadounidense de Nueva York. En el año 2000 tenía una población de 60.651 habitantes y una densidad poblacional de 1.432,4 personas por km².

## Geografía
Utica se encuentra ubicada en las coordenadas 43°5′48″N 75°13′55″O / 43.09667, -75.23194. Según la Oficina del Censo, la ciudad tiene un área total de 43 km² (16,6 mi²), de la cual 42,3 km² (16,3 mi²) es tierra y 0,7 km² (0,3 mi²) (0.99%) es agua.

## Demografía
Según la Oficina del Censo en 2000 los ingresos medios por hogar en la localidad eran de $24,916, y los ingresos medios por familia eran $33,818. Los hombres tenían unos ingresos medios de $27,126 frente a los $21,676 para las mujeres. La renta per cápita para la localidad era de $15,248. Alrededor del 24.5% de la población estaban por debajo del umbral de pobreza.
La población hispana de Utica ha crecido considerablemente en los últimos cincuenta años. Simultáneamente ha crecido el número de hispanohablantes, aumentando la visibilidad de la lengua española en el ámbito público.